# Lombadinha
Lombadinha é um sítio povoado da freguesia de Gaula, concelho de Santa Cruz, Ilha da Madeira.